# 悲傷的Twilight
「悲傷的Twilight」（悲しみトワイライト）是日本女子偶像組合「早安少女組。」的第33张单曲。2007年4月25日由zetima发售。

## 概要
- 「悲傷的Twilight」是早安少女組。四期成員吉澤瞳的畢業單曲和六期成員藤本美貴的最後一張單曲；而當時已經加入的八期留學生純純和琳琳沒有參與此單曲。
- 此單曲有3個版本，分別有「初回生産限定盤A」、「初回生産限定盤B」和「CD ONLY」。「初回生産限定盤A」收錄了「悲傷的Twilight」的PV。
- 在5月7日於公信榜单曲週排行榜取得第2位。

## 收錄内容

### CD（初回生産限定盤A - B, CD ONLY）
CD
1. 悲傷的Twilight
（作詞・作曲：淳君 編曲：山崎淳）
2. Hand made CITY
（作詞・作曲：淳君  編曲：鈴木Daichi秀行）
3. 悲傷的Twilight(Instrumental)

### DVD（初回生産限定盤A）
1. 悲傷的Twilight（Another Ver.）